# 多鳞帽蕊草
多鳞帽蕊草（学名：Mitrastemon yamamotoi var. kanehirai）为大花草科帽蕊草属下的一个变种。